# Pau el Ximple
Pau el Ximple (Paulus Simplex, Παυ̂λος ὀ ἁπλου̂ς anomenat així per la simplicitat del seu caràcter) fou un religiós egipci.
Hauria viscut una vida normal de pagès amb dona i fills fins que els 60 anys va ingressar en la religió catòlica i va viure com ermità al desert egipci. La causa fou que hauria sorprè la seva dona, una dona molt maca i força més jove que ell, en adulteri amb un amant amb qui ja tenia una llarga relació. Immediatament hauria somrigut i dit que això no era afer seu, que ja no l'amoïnaria més i que s'emportés el fill, que ell se n'anava de monjo; al cap de huit dies va arribar a les cel·les que dirigia Antoni, el que després va esdevenir sant, on va demanar ser monjo; se li va respondre que no es podia a la seva edat, però la seva persistència finalment va aconseguir l'objectiu. Segons la llegenda, hauria, per modèstia, callat durant set anys.
La seva vida ascètica hauria estat tan exemplar que es diu que va fer més miracles que el seu mestre Antoni. Aquestos fets van passar al començament del segle iv i Pau encara vivia el 337.